# Giuseppe Antonio Rabatta
Giuseppe Antonio Rabatta (Gradisca d'Isonzo, 1620 circa – Lubiana, 28 febbraio 1683) è stato un vescovo cattolico italiano.

## Biografia
Nato a Gradisca d'Isonzo verso il 1620; il padre Antonio si era sposato con Felicita di Colloredo nel 1618. La famiglia fu elevata nel 1622 alla dignità baronale e nel 1634 a quella comitale; il padre godeva di una ottima reputazione presso la corte austriaca, tanto che nel 1621 divenne capitano di Gradisca e dal 1638 fino alla morte, avvenuta nel 1650, fu ambasciatore imperiale a Venezia.
Il 16 aprile 1664 l'imperatore Leopoldo I d'Asburgo lo nominò vescovo di Lubiana; la conferma papale seguì il 23 giugno seguente e la consacrazione episcopale avvenne il 9 novembre ad opera di Francesco Massimiliano Vaccano, vescovo di Trieste.  Nel 1667 fu proposto dall'imperatore come nuovo abate commendatario di Rosazzo, successore di Vittor Grimani, incarico che poteva contare su un lucroso beneficio, ma il papa Alessandro VII gli preferì suo nipote, il cardinale Flavio Chigi.
Come vescovo nel 1665 convocò il sinodo diocesano e iniziò le visite pastorali alla sua diocesi; applicò con scrupolo i decreti del concilio di Trento e contrastò gli ultimi residui di luteranesimo nella regione, anche se concesse ai sacerdoti l'utilizzo della traduzione slovena della Bibbia del protestante Jurij Dalmatin. Per rafforzare la dottrina della Controriforma, fece erigere numerose nuove chiese in stile barocco, tipico dell'epoca e portò a termine anche il sontuoso edificio della residenza vescovile estiva a Goričane. Durante l'epidemia di peste che colpì le province austriache tra il 1679 e il 1683 diresse a Lubiana le misure di prevenzione ed emanò un Directorium agendorum tempore pestis, che fu anche pubblicato a stampa.
Aveva un'ottima cultura ed era poliglotta; fu anche collezionista di libri e di carte geografiche, come era tipico della nobiltà goriziano del XVII secolo, con buone relazioni con la corte viennese.
Morì a Lubiana il 28 febbraio 1683.

## Genealogia episcopale e successione apostolica
La genealogia episcopale è: 
- Vescovo Francesco Massimiliano Vaccano
- Vescovo Giuseppe Antonio Rabatta

La successione apostolica è:
- Vescovo Paul Budimir, O.F.M. (1668)
- Vescovo Andreas Daniel von Rauchnach (1671)